# Три разговора
Три разговора о войне, прогрессе и конце всемирной истории — философское сочинение Владимира Соловьёва, написанное весной 1899 года. Данное сочинение рассматривается как «завещание» и даже предсказание. Вместе с тем Г. В. Флоровский замечает в этой книге отход Соловьёва от его прежних идей (в том числе и главным образом — теократии).

Титульный лист издания 1900 г.

## Содержание
Первый разговор касается темы войны. Соловьёв хотя и признает в войне зло, так как война предполагает убийство, тем не менее он полагает, что война может быть справедливой. В качестве примера он рассказывает историю Генерала о возмездии башибузукам за уничтожение армянского села. Другая история касается Владимира Мономаха, который громил половцев, предупреждая их разорительные набеги на мирные славянские села.
Второй разговор посвящён теме прогресса, который усматривается в стремлении к международному миру, избавлении от кровожадной дикости в пользу цивилизации («мирная политика есть симптом прогресса»). Соловьёв упоминает о прогрессе в Турецкой империи, а также говорит о переносе центра мировой истории на Дальний Восток. Соловьёв был сторонником мирного освоения Азии Россией совместно с Англией, а также солидарности с прочими европейскими нациями. Отторжение Европы бросает Россию в объятья Азии.
Третий разговор касается антихриста. Разбирая проявления прогресса, Соловьёв замечает, что смерть и зло по-прежнему сохраняются в мире. Зло проявляется не только на индивидуальном или общественном уровне, но и на физическом. И спасение от этого зла возможно только с помощью высших сил, а именно воскресения. Без истинного воскресения добро оказывается таковым лишь по внешности, но не по сути.
Далее Соловьёв переходит к повести об антихристе, в эпиграфе которой упоминает термин панмонголизм — консолидацию «народов Восточной Азии» против Европы в рамках обновленной японско-китайской Срединной империи. Соловьёв предсказывает, что такая империя вытеснит англичан из Бирмы, а французов из Индокитая и вторгнется в российскую Среднюю Азию и далее в европейскую Россию, Германию и Францию. Однако новое монгольское иго заканчивается всеевропейским восстанием: в освобождённой Европе обнаружится антихрист — «великий аскет, спиритуалист и филантроп», а также вегетарианец. При поддержке масонов этот человек в XXI веке станет президентом «Европейских Соединённых Штатов», которые трансформируются во «всемирную монархию». Антихристу будет помогать католический епископ Аполлоний, хотя само папство будет уже изгнано из Рима. Столицей империи Антихриста станет Иерусалим, где появится «храм для единения всех культов». Во время общехристианского собора погибнут два праведника: католический папа Пётр (служивший архиепископом Могилёвским) и православный старец Иоанн. Конец власти Антихриста положит восстание евреев, а окончательное уничтожение его армий будет вызвано извержением вулкана в районе Мёртвого моря.

## Критика религиозных взглядов Льва Толстого
В «Трёх разговорах» Владимир Соловьёв подвергает резкой критике толстовство.
В предисловии он сравнивает христианство Толстого с сектой «дыромоляев», вся вера которых сводится к молитве: «Изба моя, дыра моя, спаси меня».
Соловьёв называет обманом слова «христианство» и «евангелие», под прикрытием которых сторонники учения Толстого проповедуют взгляды, прямо враждебные христианской вере. С точки зрения Соловьёва, толстовцы могли бы избегать явной лжи, просто игнорируя чуждого им Христа, тем более что их вера не нуждается во внешних авторитетах, «держится сама на себе». Если всё же они хотят ссылаться на какую-либо фигуру из религиозной истории, то честным выбором для них был бы не Христос, а Будда.
Толстовская идея непротивления злу насилием, по мнению Соловьёва, на практике означает неоказание действенной помощи жертвам зла. Она основана на ложном представлении об иллюзорности зла, или о зле просто как о недостатке добра. На самом деле зло реально, его крайним физическим выражением является смерть, перед лицом которой успехи добра в лично-нравственной и общественной областях (которыми и ограничивают свои усилия толстовцы) нельзя считать серьёзными. Подлинная победа над злом с необходимостью должна быть и победой над смертью, это событие воскресения Христа, засвидетельствованное исторически.
Соловьёв критикует также толстовскую идею о следовании голосу совести как достаточном средстве для воплощения евангельского идеала в человеческой жизни.
Совесть лишь предостерегает от недолжных поступков, но не предписывает, как и что делать. Кроме совести, человеку нужно содействие свыше, прямое действие доброго начала внутри него. Этого вдохновения добра лишают себя последователи толстовского учения. Они надеются только на нравственные правила, не замечая, что служат ложному «богу века сего».

## Культурное влияние
В 1993 году осуществлена постановка спектакля «Три раговора» (включая и «Повесть об Антихристе») на сцене Государственного Русского драматического театра Республики Саха (Якутия) режиссёром Андреем Борисовым.
В 2018 году содержащаяся в концовке третьей части сочинения «Краткая повесть об антихристе» стала основой для трёхчасовой рок-оперы Beloved Antichrist шведской симфо-метал-группы Therion.
Само же сочинение (но уже без «Краткой повести об антихристе» и без приложений) было экранизировано в фильме «Мальмкрог», снятом в 2020 году румынским режиссёром Кристи Пую.